# Tellenbrunnen

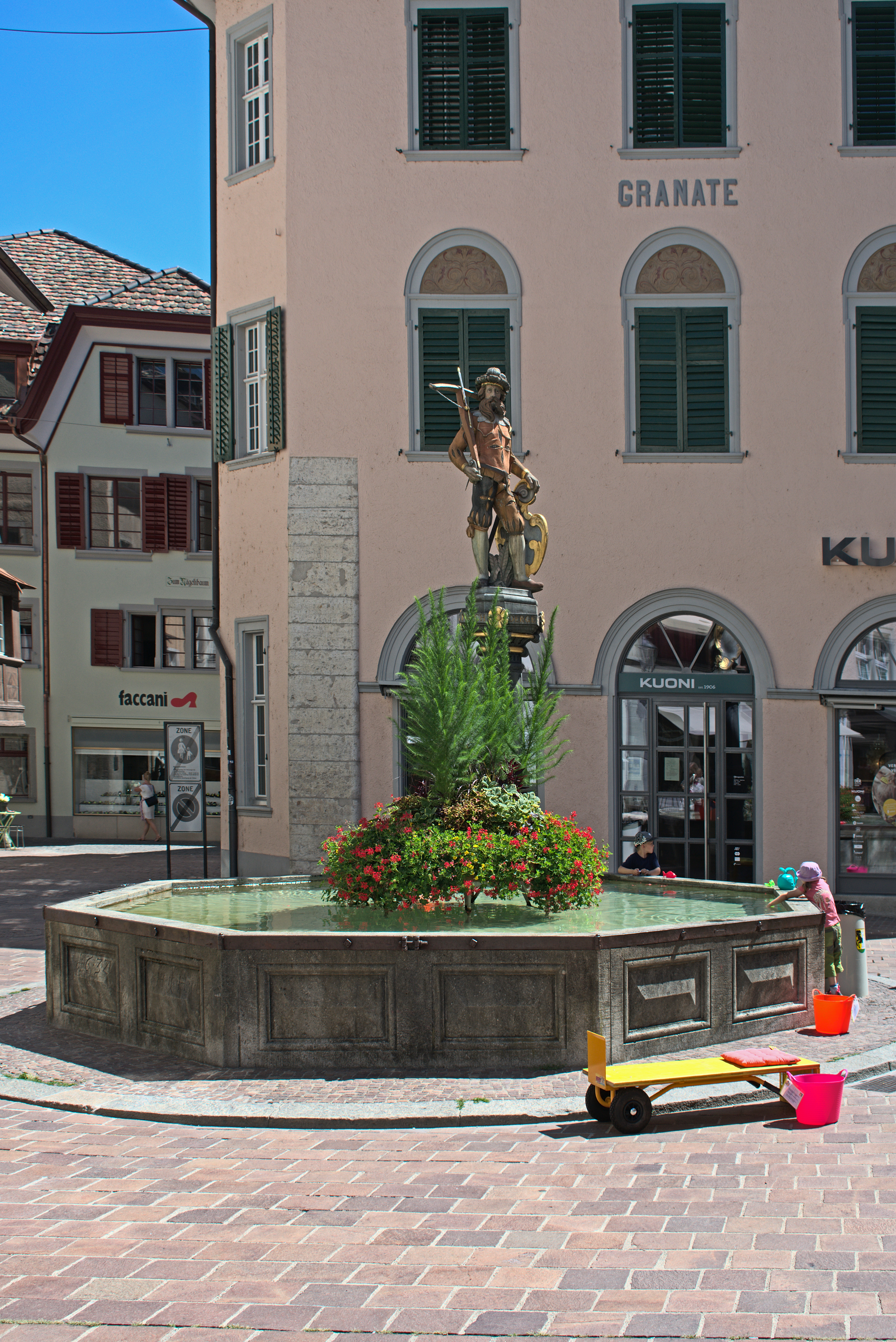
Tellenbrunnen 2020

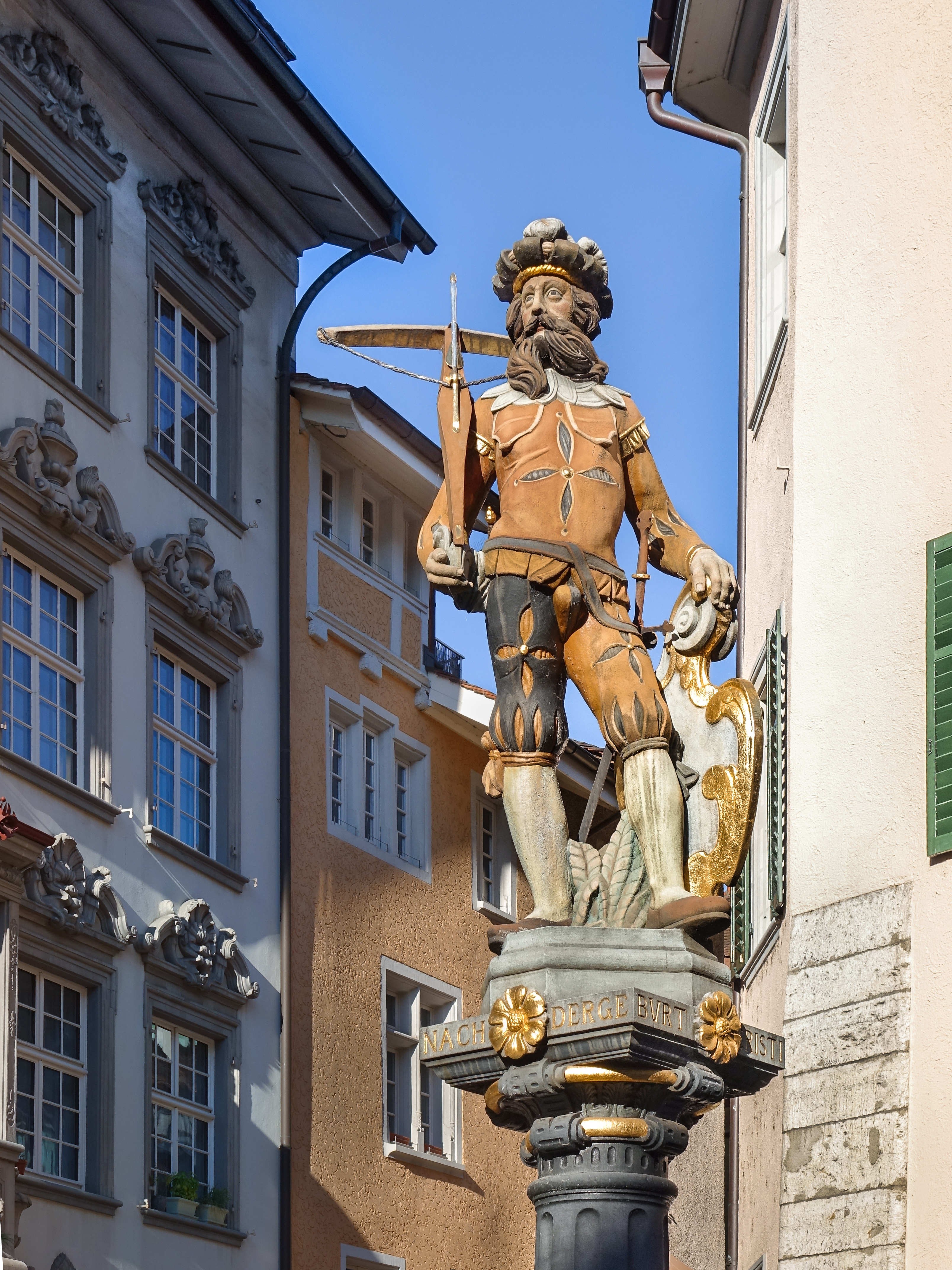
Standbild des Wilhelm Tell auf der Brunnensäule

Der Tellenbrunnen steht an der Verzweigung der Vordergasse und der Brunnengasse in Schaffhausen, direkt vor dem Doppelhaus Wasserquelle und Zieglerburg. Die sie bekrönende polychrome Figur soll angeblich den Schweizer Nationalhelden Wilhelm Tell darstellen. Diese Zuschreibung wird von der modernen Forschung aber abgelehnt.

## Geschichte
Das Original des Standbildes wurde angeblich 1522 geschaffen und steht heute im Museum zu Allerheiligen. In einer Aufnahme von 1901 ist auf dem Sockel der Brunnenfigur die Jahreszahl 1682 zu erkennen. Das vermutlich zu dieser Zeit entstandene zweite Standbild wurde mutmasslich vom Bildhauer Lorenz Schreiber gefertigt. Das Wasserbecken trägt die Jahreszahl 1632.
Laut Georg Kreis handelt es sich weder bei der angeblichen Figur von 1522, die gar nicht für den Brunnen gesichert sei, noch jener von 1682 um einen «Tell im Sinne eines Individuums», sondern einen Bannerherrn, wie sie auf Brunnen häufig anzutreffen seien. Die Statue sei ursprünglich als unpersönliche Personifikation der eidgenössischen Eigenständigkeit im Wehr- und Gerichtswesen intendiert gewesen und erst viel später, der Armbrust wegen, mit Wilhelm Tell in Verbindung gebracht worden.

## Beschreibung
An der Ostseite des achteckigen Brunnenbeckens mit einer Seitenlänge von 2,3 Metern steht eine Säule mit einem Standbild, das angeblich Wilhelm Tell zeigt. Das Standbild soll die Freiheitsliebe der Schweizer symbolisieren.

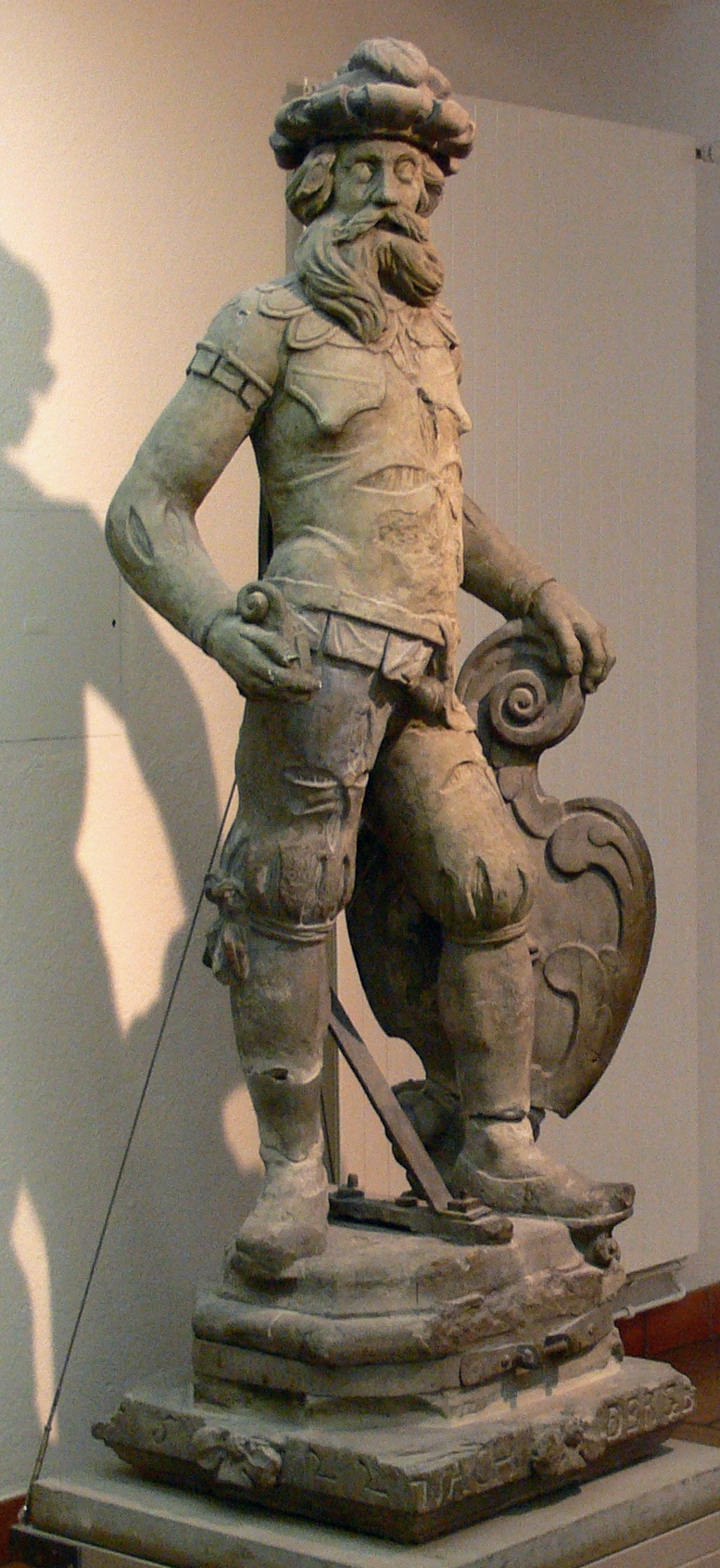
Brunnenfigur von 1522
Historische Aufnahme von 1901
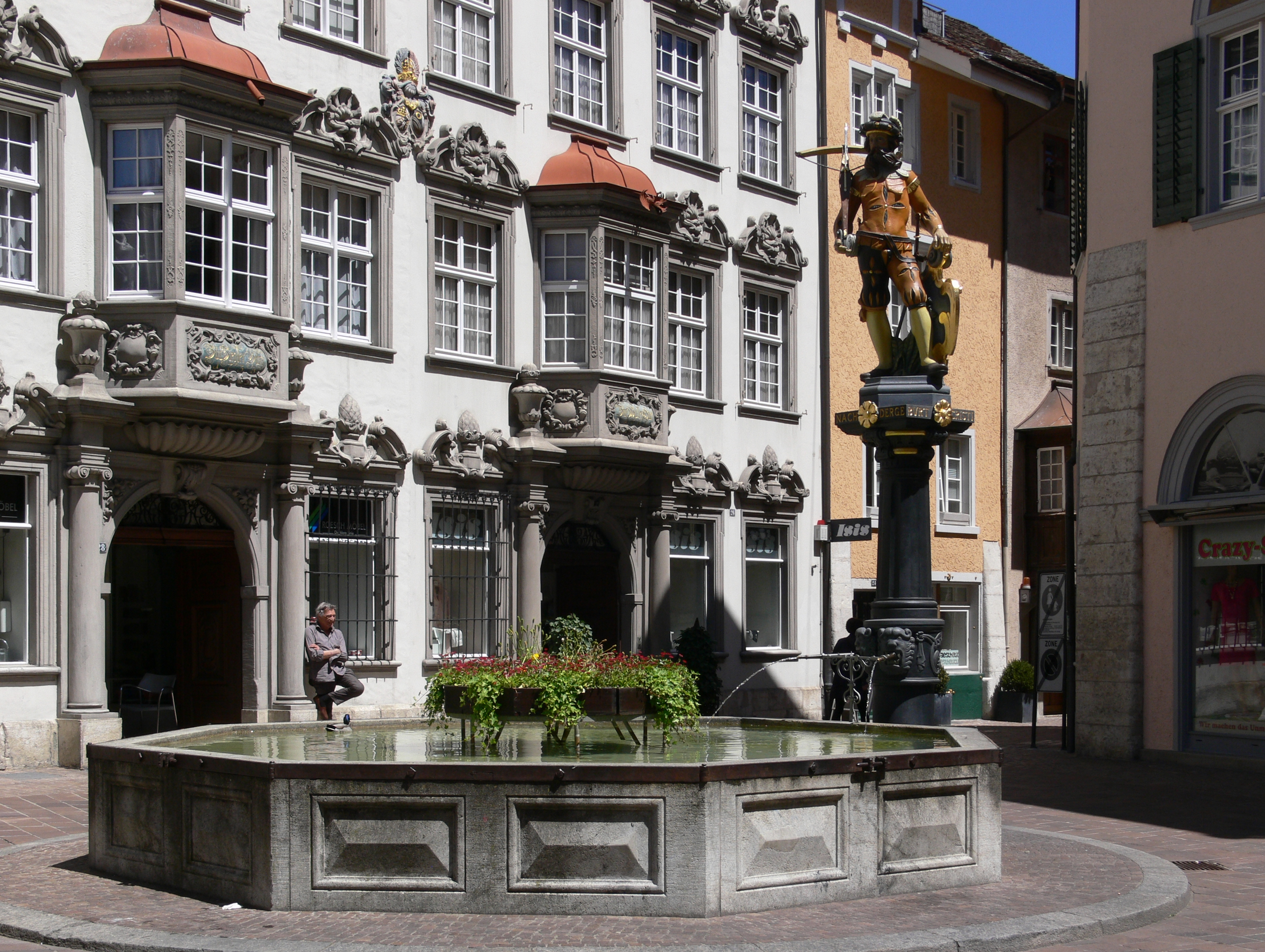
Tellenbrunnen 2009